# Sierra McCormick
Sierra McCormick (*28. října 1997, Asheville, Severní Karolína, USA) je americká zpěvačka a herečka, která se proslavila rolí Olive Doyle v seriálu Farma R.A.K.

## Filmografie
- 2011-současnost Jessie (TV seriál)
- 2011-současnost Farma R.A.K (TV seriál)
- 2011 Spooky Buddies (video)
- 2010 A Nanny for Christmas
- 2010 Ramona and Beezus
- 2010 Rande není romantika (TV seriál)
- 2010 CSI: Crime Scene Investigation (TV seriál)
- 2010 Médium (TV seriál)
- 2009 The Dog Who Saved Christmas (TV film)
- 2007-2009 Curb Your Enthusiasm (TV seriál)
- 2009 Můj přítel Monk (TV seriál)
- 2009 The Breakdown (TV flim)
- 2009 Země ztracených
- 2009 Hannah Montana (TV seriál)
- 2009 Myšlenky zločince (TV seriál)
- 2009 Jack and Janet Save the Planet (TV film)
- 2008 Lovci duchů (TV seriál)
- 2008 Boston Legal (TV seriál)
- 2007 'Til Death